# کیا کی۴
 کیا کی۴ یا کیا کچت (凯 绅) یک سدان چهار در خودروی کامپکت است که بین کیا سراتو (K3) و کیا اپتیما (K5) که جلو پنجره ای شبیه به کیا کادنزا هم دارد و منحصراً برای بازار چین طراحی شده است.  کیا کی۴ در نمایشگاه اتومبیل پکن ۲۰۱۴ نمایش داده شد. 
نسخه تولیدی کیا کی۴ دارای همان پلتفرم  هیوندای میسترا است و در نیمه دوم سال ۲۰۱۴ به بازار خودروی چین راه یافت. همچنین در ۲۹ اوت ۲۰۱۴ ، در نمایشگاه خودرو چنگدو رونمایی شد.  راه اندازی بازار تولید کیا کی۴ در اکتبر سال ۲۰۱۴ بود و  قیمت آن از ۱۲۸۸۰۰ یوان تا ۱۸۹۹۰۰ یوان است. 

## نگارخانه

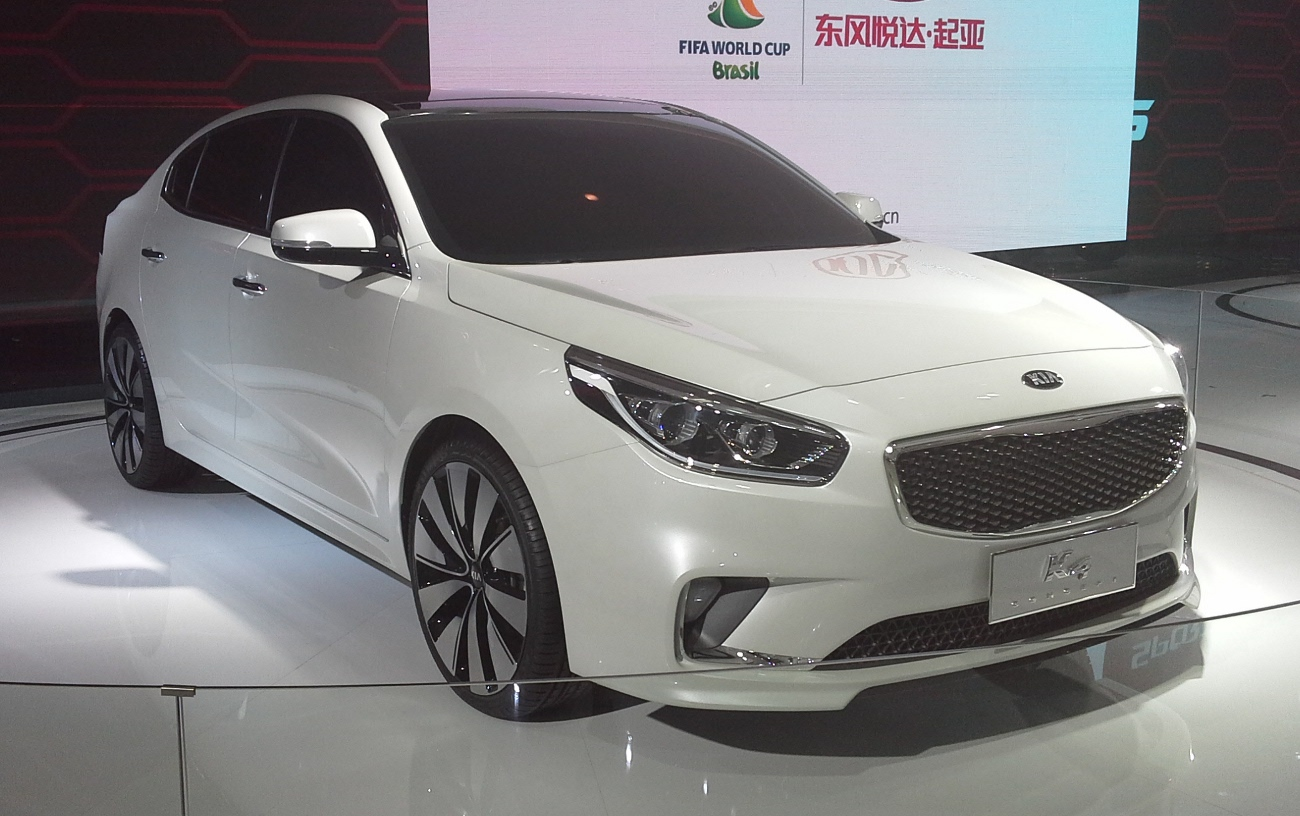
کیا کی۴ کانسپت در نمایشگاه اتومبیل پکن - ۲۰۱۴
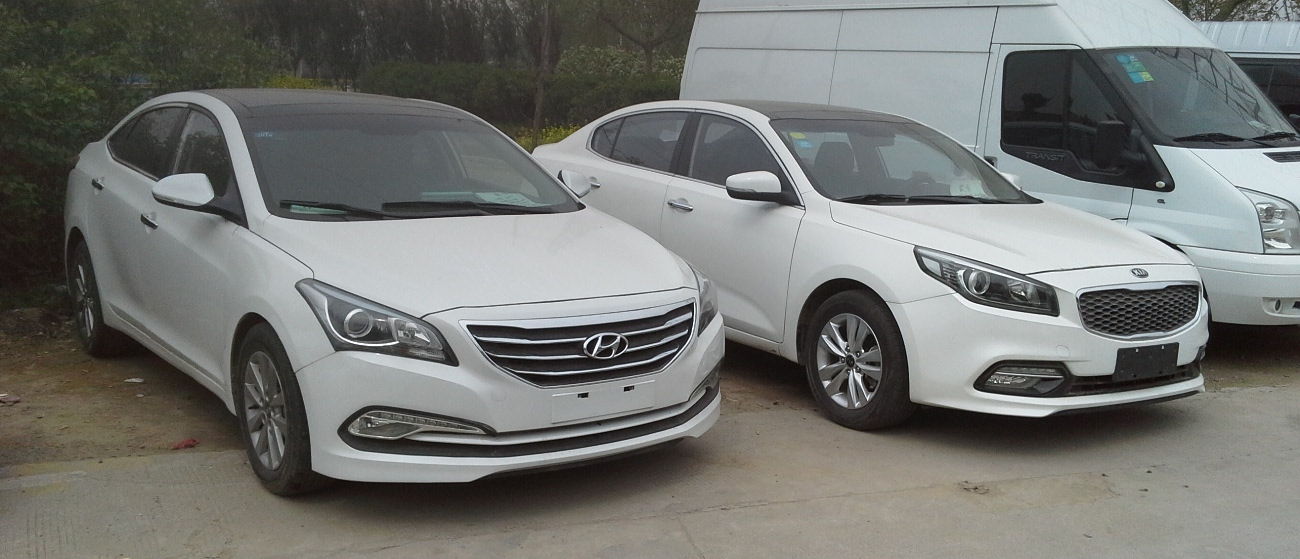
هیوندای میسترا (چپ) و کیا کی۴ (راست)
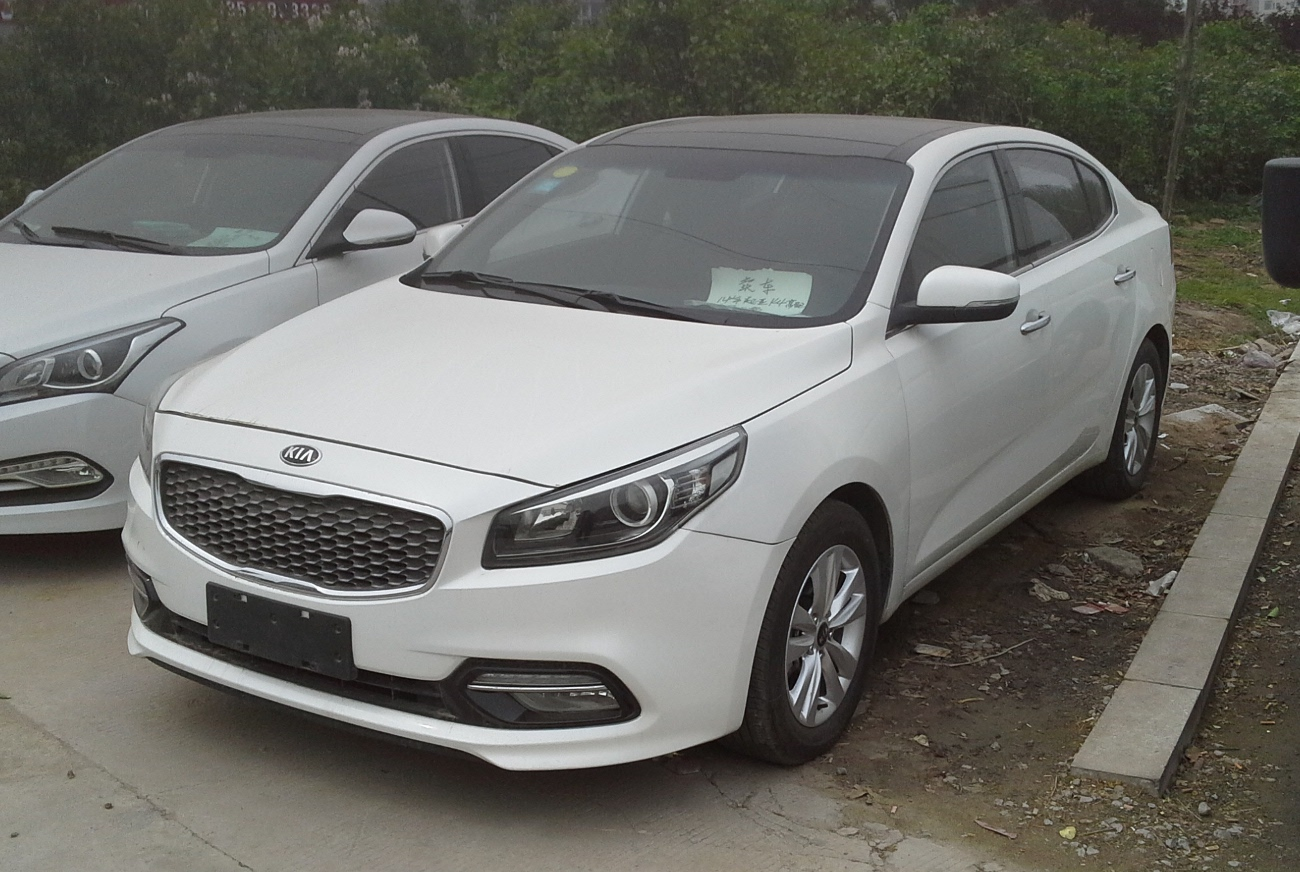
نمای جلو
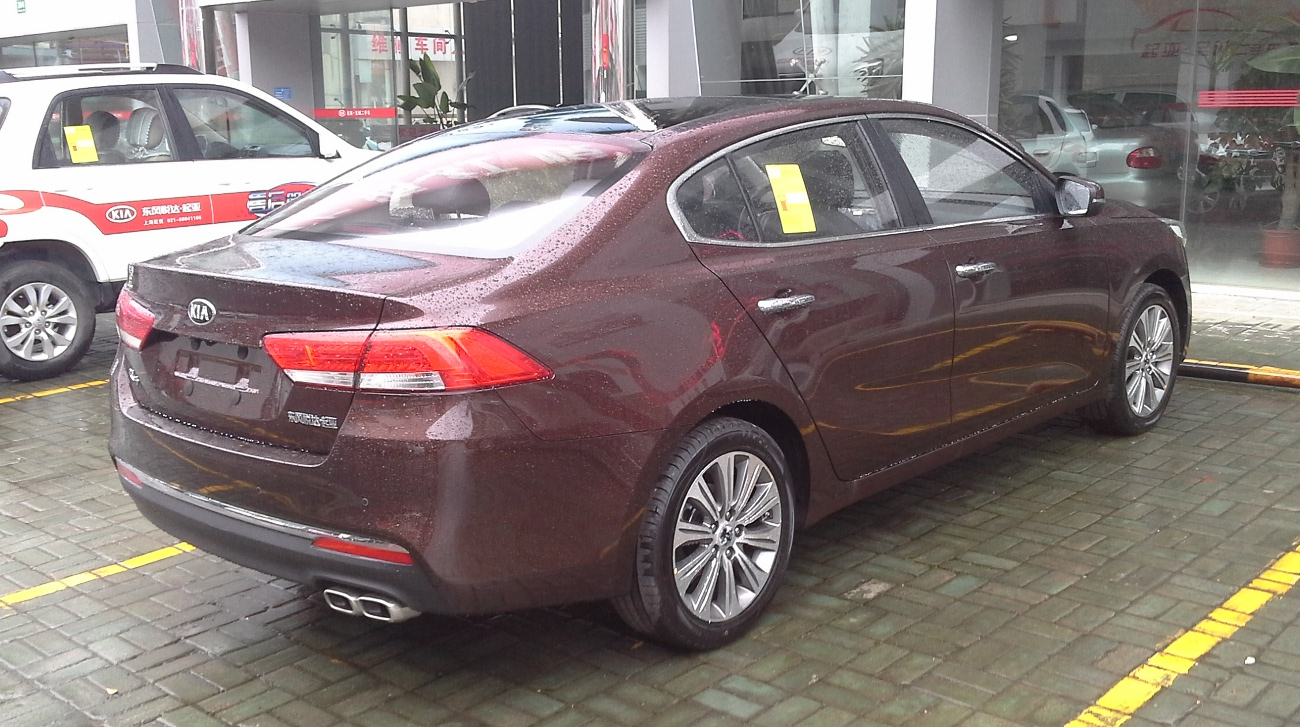
نمای عقب

## فیس‌لیفت
در سال ۲۰۱۸ کیا کچت فیس‌لیفت شد و در نمای جلو و عقب آن تغییراتی پدید آمد. 

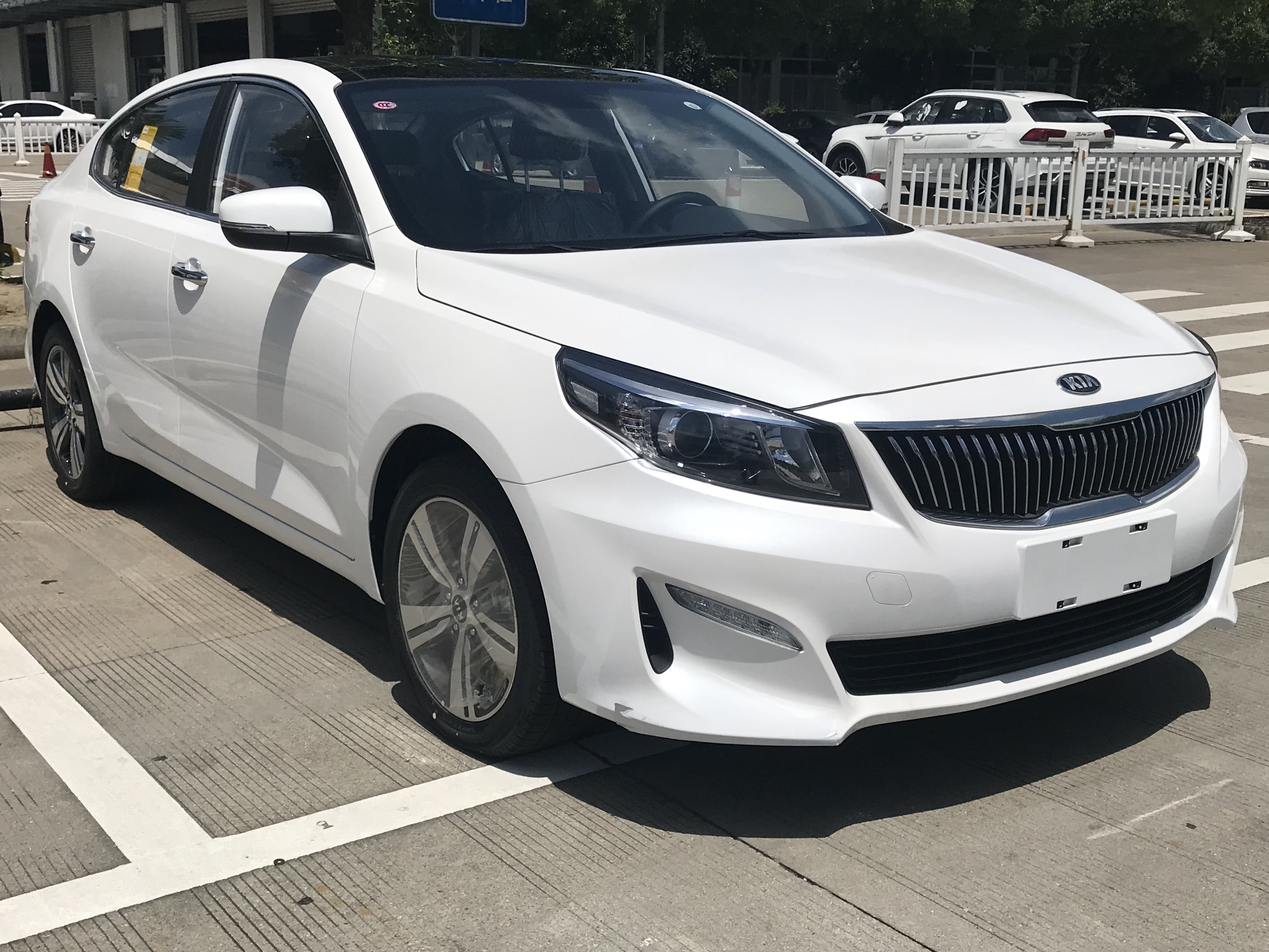
نمای جلو کیا کی۴
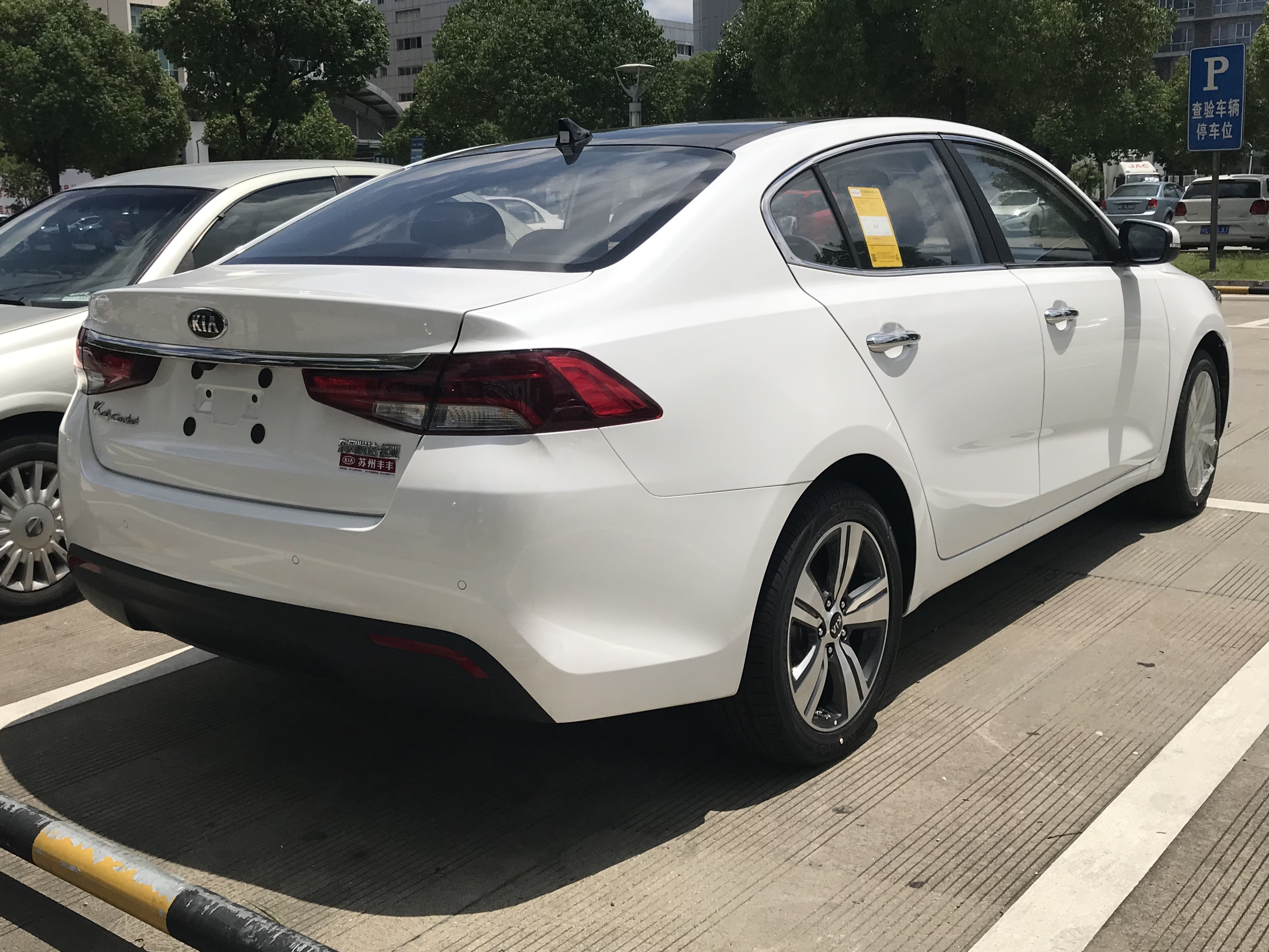
نمای عقب کیا کی۴

## مشخصات فنی Kia K4 2014[۵]
برای پیشرانه یک موتور ۱.۸ لیتری چهار سیلندر حدودا 150 اسبی و ۱۷۶ نیوتن‌متری یا یک موتور ۲.۰ لیتری ۱۵۵ اسبی و ۱۹۲ نیوتن‌متری در نظر گرفته شده است. این پیشرانه‌ها متکی به یک گیربکس شش سرعته اتوماتیک برای انتقال نیرو می‌باشند. همچنین موتورهایی از خانواده پروسید GT هم با ۲۰۴ اسب بخار و ۲۶۵ نیوتن‌متر با استفاده از ۱.۶ لیتر حجم و توربو شارژر و کلاچ دوگانه و گیربکس هفت سرعته در نسل های بعدی این خودرو استفاده شده است.